# Salussola
Salussola es un municipio italiano situada en la provincia de Biella, en Piamonte. Tiene una población estimada, a fines de octubre de 2022, de 1866 habitantes.

## Evolución demográfica
| Gráfica de evolución demográfica de Salussola entre 1861 y 2022 |
|                                                                 |
| Fuente: ISTAT - Elaboración gráfica de Wikipedia                |